# مشروع إثراء الأرز في الباتان
مشروع إثراء أرز الباتان أو تجربة الباتان، هو مخطط بحثي تعاوني بين الكيميائي الأمريكي روبرت ر. ويليامز و خوان سالسيدو جونيور. كان عبارة عن سلسلة من تجارب التغذية التي أجريت في بلديات الباتان بين عامي 1947 و1949. و بحلول نهاية التجارب العلمية، تبين أن الأرز الغني بالثيامين يمكن أن يقلل من حالات مرض البري بري في الفلبين، و الذي كان السبب الرئيسي للوفيات خلال ذلك الوقت.

## ملخص

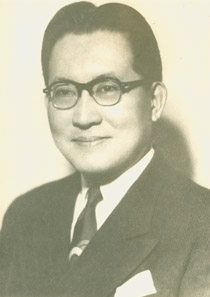
خوان سالسيدو جونيور، الباحث الرئيسي خلال تجربة باتان

بدأ مشروع التخصيب كخطة في عام 1943 أولاً. عندما التقى سالسيدو، الذي كان يدرس في جامعة كولومبيا ، بالكيميائي الأمريكي روبرت ر. ويليامز، و هو عالم مشهور بتركيبه لفيتامين ب1 في عام 1935. 
في ذلك الوقت، أفادت هيئة الصحة الفلبينية بأن معدل الإصابة بمرض البري بري ظل مستقراً نسبياً في الفترة من منتصف عشرينيات القرن العشرين إلى عام 1940. لكن، بعد اندلاع الحرب العالمية الثانية ، ارتفعت حالات الإصابة بالوباء، ليصبح ثاني أكبر سبب للوفاة في عامي 1946 و1947. و قد شكل الأطفال نسبة كبيرة من هذه الوفيات. 
في ذلك الوقت، شعر ويليامز بخيبة أمل إزاء جهود وكالات الأمم المتحدة الرامية إلى القضاء على حالات مرض البري بري في مختلف أنحاء العالم. و نتيجة لإخفاقاته السابقة في برامج تخصيب الأرز، قرر التعاون مع سالسيدو، و بدأا في إجراء تجارب تغذية في مقاطعة الباتان.
كانت الأهداف المحددة لتجربة التغذية تلك ما يلي: 
- تحديد ما إذا كان الأرز المخصب قادر على علاج مرض البري بري بشكل فعال.
- اختبار مدى جدوى استخدام الأرز المخصب في تجارة الأرز.
- إنشاء نظام لضمان بيع الأرز المخصب فقط.
- تعزيز استخدام الأرز المخصب بين الناس واستكشاف إمكاناته للاستخدام على نطاق واسع في جميع أنحاء الفلبين.

في التجارب قسمت الباتان إلى منطقتين: المنطقة التجريبية و منطقة التحكم. بعد إدخال الأرز الغني بالثيامين، حصلت المنطقة التجريبية على نتائج مهمة. حيث انخفض معدل الوفيات بمرض البري بري بشكل ملحوظ بعد إدخال الأرز الأبيض الغني بالعناصر الغذائية في الفترة من 1 يوليو 1948 إلى 30 يونيو 1950. قبل ذلك، حدثت 167 حالة وفاة بسبب الوباء في الفترة من 1 يوليو 1947 إلى 30 يونيو 1948. وقد لوحظ أن عدد الوفيات انخفضت إلى 18 حالة فقط بعد تقديمه. 

## المخاوف المتعلقة بحقوق الإنسان
قام ويليامز عمدًا بتعريض نصف سكان باتان الذين يعانون من نقص الغذاء لمرض البري بري، مستنسخًا بذلك التجارب غير الأخلاقية التي أجراها باحثون أوروبيون و أميركيون على السجناء و مرضى اللجوء.  كما قام بإعادة إنشاء معسكرات السجون و الملاجئ لإقناع المشاركين غير الراغبين بشكل أكبر في الخضوع لتجاربه.  و لسوء الحظ، اعتبر هذا الفعل شكلاً من أشكال الاستغلال الاستعماري من قبل الشعب الفلبيني و الأطباء القوميين، الذين اعتبروا مرض البري بري أحد أعراض النظام الاستعماري. 
كما تم منع المجموعة الضابطة المستخدمة في تجارب التغذية من الحصول على الأرز المخصب. و قد أدى هذا إلى التعرض غير المرغوب فيه لخطر الإصابة بمرض البري بري بين المشاركين في البحث. 

## الاستقبال و النتيجة
و بسبب للنتائج الإيجابية التي توصلت إليها التجربة، خطط كل من ويليامز و سالسيدو في عام 1950 لتوسيع مشروع تخصيب الأرز في جميع أنحاء الفلبين. لكن هذا القرار قوبل بمعارضة من جانب الحكومة الفلبينية، على الرغم من إصرار ويليامز. خلال الخمسينيات من القرن العشرين، تأخر الأمر أكثر بسبب تمرد هوكبالهاب . 
ومنذ ذلك الحين، توقفت الحكومة عن دعم المشروع بشكل كامل و اضطرت إلى الاعتماد على التمويل الذي يقدمه ويليامز و بدعم من فريق من منظمة الأغذية والزراعة (الفاو). في الفترة من 1966 إلى 1970، رعت المنظمة إدخال أصناف الأرز ذات الإنتاجية العالية إلى الفلبين. وبحسب تقرير صادر عنها عام 1971، فإن تنفيذ مشاريع تخصيب الأرز في الفلبين و تايوان واليابان أظهر "تضارب المصالح الاقتصادية بين المطاحن و الحكومات و المستهلكين". 